# ApoA-1 Milano
ApoA-1 Milano, ETC-216, MDCO-216 je prirodna mutirana varijanta apolipoproteina A1 proteina koji se nalazi u ljudskoj HDL čestici, koja vrši prenos holesterola iz tkiva u jetru. Njegov značaj je u neposrednoj povezanosti sa zaštitom srca od kardiovaskularnih bolesti, a na osnovu najnovijih, zasada nepotpunih istraživanja (iz 2013 godine) i u regresiji tumora i metastaza.
Apolipoprotein apoA-1 Milano prvi put je identifikovan od strane dr Cesarea Sirtorija u Milanu, koji je dokazao da je njegovo prisustvo u organizmu čoveka značajno za smanjenje rizika od kardiovaskularne bolesti, iako je u svojim istraživanjima izazvao smanjenje nivoa HDL i povećanje nivoa triglicerida.
Ova mutacija apolipoproteina A1, omogućava Ap-1 Milano da brzo mobiliše holesterol, oduzimajući ga od perifernih tkiva i prenoseći ga do tkiva odgovornih za njegovu razgradnju, čime se smanjuju naslage arteriosklerotične naslage i njegov sadržaj u makrofagima. To verovatno objašnjava zašto je Apo-1 Milano sposoban da se suprotstavi patološkim promenama u srčanim (koronarnim) arterijama.

## Istorija
Milano, kao varijantu apolipoproteina A1 prvi je opisao dr Cesare Sirtorija, koji je kod pojedinaca u ruralnim oblastima Italije identifikovao veoma nizak nivo HDL. On je sa saradnicima utvrdio značajnu hipertrigliceridmiju s vrlo značajnim padom lipoproteina visoke gustoće (HDL)-holesterola (7-14 mg/dl) u tri člana (otac, sin i kći) jedne italijanske porodice. Te tri osobe nisu pokazivale nikakve znake ateroskleroze, niti je aterosklerotska bolest bila značajno prisutna u porodici. Aktivnosti lipoprotein lipaze i lecitin:holesterol aciltransferaze su bile normalne ili blago smanjene. Morfološka, strukturna studije HDL u ovih ispitanika pokazala je značajno proširenje lipoproteinskim čestica (oko 120 vs oko 94 za kontrolu HDL) i istovremeno povećanje sadržaja triglicerida.
Posmatrajući inače klinički zdrave ispitanike u hipertrigliceridemiji sa smanjenim HDL-holesterolom i izmenjenim apoproteinom, bez značajne incidencije aterosklerotske bolesti u ispitanoj porodici, Sirtorija je zaključio da je ovo novootkrivena bolest u patologiji lipoproteina, koja je vrlo verovatno posledica izmenjenog odnosa amino kiselina u sastavu apoA-1 proteina.
Infuzijom rekombinirajućih ApoA-1 Milano-fosolipidnog kompleksa u kasnijim i izolovanim studijama, uglavnom na eksperimetalnim životinjskim modelima, proizvedena je brza regresija ateropskleroze. Tako je dokazano da rekombinantni apoA-1 Milano/fosfolipidi kompleks (ETC-216) dat intravenski u pet doza u nedeljnim intervalima, proizvodi značajnu regresiju koronarne ateroskleroze mereno intravaskularnim ultrazvukom.
Iako istorijski gledano ova saznanja obećavaju, potrebni su dokazi u velikim kliničkim studijama s morbiditetom i mortalitetom kao krajnjim ciljem.

## Matabolizam i značaj
Najzastupljeniji proteina u HDL je apoA-1 Milano koji služi „kao kamen temeljac“ za lipoprotein visoke gustoće (HDL ili "„dobri holesterol“") čestica. Povećana proizvodnja apoA-1 Milano proteina će rezultovati u sintezi novih HDL čestica. Ove novosintetisane HDL čestice su „funkcionalne“ zbog dovoljno velikog kapaciteta da uklone holesterol iz aterosklerotskih plakova. „Isticanje“ holesterola iz plaka na HDL holesterolu naziva se povratni transport holesterola (RCT).

### Obrnuti transport holesterola ()
Obrnuti transport holesterola (RCT) je prirodni proces u organizmu koji se opisuje kao uklanjač HDL holesterola iz aterosklerotskih plakova lokalizovanih u zidu arterije. Holesterol uklonjen iz plaka prenosi se na česticama HDL u jetru, gde se preko žuči izlučuje iz tela. Novosintetizovane HDL čestice su ravne i prazne i zato imaju važnu funkciju posredovanja u obrnutom transportu holesterola.
Lipoproteini velike gustine (HDL) imaju sposobnost da inhibiraju migraciju monocita u odgovoru na oksidovane LDL. Postoji više mehanizama putem kojih se mogu oksidovani lipoproteini male gustine (OxLDL) ukloniti iz subendotelnog prostora. Neki od tih mehanizama su:
- fagocitoza uz pomoć skavanger receptora na makrofagima;
- pojačani obrnuti transport holesterola posredstvom lipoproteina velike gustine (HDL-a).

Osim toga, pokazano je da i HDL i njegov glavni apolipoproteinski konstituens, apolipoprotein A-1 (apoA-I) sprečavaju oksidaciju LDL čestica. Osim pojačanog obrnutog transporta holesterola, HDL i apoA-I pokazuju svoje korisne efekte tako što odstranjuju reaktivne forme kiseonika iz LDL, sprečavajući tako oksidaciju LDL i posledičnu aktivaciju inflamatornih medijatora. Osim apoA-1, HDL sadrži nekoliko enzima koji mogu sprečiti formiranje oksidovanih fosfolipida u OxLDL koji izazivaju inflamatorni odgovor. Ovi enzimi su paraoksanaza, acetilhidrolaza faktora aktivacije trombocita (PAF-AH) i lecitin holestreol aciltransferaza (LCAT).
Tako je za određivanje rizika od ateroskleroze važan ne samo nivo HDL, nego i njegova funkcija. Na primer, u toku akutnog faznog odgovora HDL može biti konvertovan iz svog antiinflamatornog u proinflamatorno stanje. Van Lenten je izučavao ljudski HDL pre i posle elektivne hirurgije. Pre hirurgije HDL je bio sposoban da inhibira oksidaciju LDL i hemotaktičku aktivnost monocita koju LDL indukuju. Tri dana posle hirurgije, u piku akutnog faznog odgovora, HDL je stimulisao oksidaciju LDL i hemotaksičku aktivnost monocita. HDL se vratio u svoje antiinflamatorno stanje nakon jedne nedelje. Tako u akutnoj fazi HDL može biti proinflamatoran, a aktivnost njegovih antiinflamatornih komponenti, apoA-1 i paraoksonaze povezane sa HDL, smanjena je u toku akutnog faznog odgovora.
Zato je cilj savremenog lečenja aterioskleroze zasnovan na stimulaciji obrnutog povratnog transporta holesterola, novosintetisanim HDL za uklanjanje holesterola iz plaka u arterijama. Naknadna regresija ateroskleroze terapijskom produkcijom ApoA-1 Milano jedina je tehnologija koja je danas najuspešnija u uklanjanju i regresiji aterosklerotičnog plaka u rizičitih bolesnika sa kardiovaskularnim bolestima.

## Istraživanja
Najnovija istraživanja objavljena 2013. godine u SAD pokazala su da je apolipoprotein A1 (apoA1), glavna proteinska komponenta lipoproteina visoke gustoće (HDL), koja kroz urođene i adaptivne imunske procese potentno sprečava rast tumora i metastaza u više modela tumorskih procesa kod životinja, uključujući i agresivni B16F10L oblik složenog malignog melanoma.
Tako je u miševa sa ekspresijom humanog apoA1 gena (A1Tg) utvrđena povećana infiltracija CD11b+ F4/80+ makrofaga M1, anti-tumorskog fenotipa, što je rezultovalo smanjenjem mase tumora i metastaza i time povećala mogućnost preživljavanja. Nasuprot tome, kod miševa kod kojih je apoA1 bio nedovoljan (A1KO) utvrđeno je značajno povećanje rasta tumora i smanjeno preživljenje miševa.
Ubrizgavanje ljudske apoA1 u A1KO miševa, vakcinisanih tumorskih ćelijama, izuzetno smanjuje rast tumora i ekspanziju metastaza, što uvećava njihovo preživljavanje i poboljšava u narednom životnom periodu regresiju tumora i metastaza kada se apoA1 primjenjuje nakon nastajanja tumora i metastaza. Studije s apolipoproteina A2 otkrile su protivtumorski terapijski učinak koji je bio specifičan za apoA1.
Dosadašnje studije pokazale su snažnu imunomodulatornu ulogu aloproteina apoA1 u okolini tumora, menjajući sam tumor povezanim makrofagama (TAMs) iz pro-tumora M2 u protivtumorski M1 fenotip. Iz ovoga proizilazi zaključak da bi apoA1, preusmeren in vivo, izmamio tumorsku infiltraciju makrofaga i usmerio ih u pravcu uklanjanja tumora što može imati značaj za potencijalnu primenu apoA1 u lečenju sve brojnijih vrsta tumora.

## Literatura
- Hegele, R. A. (2004). „Is regression of coronary atherosclerosis possible by infusing recombinant apolipoprotein A-I?.”. CMAJ. 170 (6): 954. PMC 359427 . PMID 15023920. doi:10.1503/cmaj.1040162..
- Thot, P. P. (септембар 2004). „Therapeutic reduction of coronary atheromatous plaque burden using bioengineered apoA-I Milano”. Curr Atheroscler Rep. 6 (5): 333—4..
- Karthikeyan, G. (2004). „Rapid regression of atherosclerosis with infusion of high-density lipoprotein mimetics: is this the magic bullet?”. Natl Med J India. 17 (4): 203—4..
- Mazur, W. (2005). „Atherosclerosis. Bigger is better: high-density and low-density lipoprotein particle size”. Rev Cardiovasc Med. 6 (2): 125—7..

## Spoljašnje veze
- Reverse cholesterol transport and cholesterol efflux in atherosclerosis

|  | Molimo Vas, obratite pažnju na važno upozorenje u vezi sa temama iz oblasti medicine (zdravlja). |